# Бюлер, Лена
Лена Бюлер (род. 9 июля 1997 года) — швейцарская автогонщица. Она будет выступать в Академии F1 за команду ART Grand Prix.

## Карьера

### Картинг
Выступив в велосипедном мотокроссе на европейском уровне в детстве, Бюлер начала заниматься картингом относительно поздно, в 17 лет. Она дебютировала в чемпионате Швейцарии по картингу в 2017 году, где финишировала 14-й. Выступала в картинге следующие два года, финишировав четвёртой и третьей в чемпионате Швейцарии в 2018 и 2019 годах соответственно.

### Младшие формулы
Бюлер дебютировала в младших формулах в 2020 году в испанской Формуле-4 за команду Drivex School. Хорошо выступала в квалификациях, стартовав с первого ряда на трассе Харама. Бюлер закончила сезон с лучшим результатом в гонке 5-е место. Она набрала 23 очка за сезон и заняла 15-е место в турнирной таблице.

### Региональный европейский чемпионат Формулы
В феврале 2021 года было объявлено, что Бюлер будет выступать в Региональном европейском чемпионате Формулы за команду R-ace GP. Однако она получила травму руки на предсезонных тестах и пропустила на первый этап. Дебютировав во втором раунде в Барселоне, Бюлер провела очень тяжёлый сезон, добившись лучшего результата в гонке 20-е место и заняв 38-е место в турнирной таблице, став последней из всех постоянных гонщиков. Позже она призналась, что из-за травмы сильно боролась физически, заявив, что ей «немного не хватило силы и сопротивления во время гонок».
Бюлер осталась в команде на сезон 2022 года, также она выступила в Азиатском чемпионате Формулы-3. её результаты сразу улучшились, она финишировала во всех гонках в первой двадцатке с лучшим результатом 12-е место в Абу-Даби.

### Академия F1
2 февраля 2023 года Бюлер стала первой гонщицей, которая примет участие в женском чемпионате Академии F1. Она будет выступать за команду ART Grand Prix.

## Статистика выступлений

### Сводная таблица
| Сезон | Серия                       | Команда                | Старты | Победы | Поулы | БК | Подиумы | Очки | Место |
| ----- | --------------------------- | ---------------------- | ------ | ------ | ----- | -- | ------- | ---- | ----- |
| 2020  | Испанская Формула-4         | Drivex School          | 20     | 0      | 0     | 0  | 0       | 23   | 15    |
| 2021  | Региональная формула Европы | R-ace GP               | 17     | 0      | 0     | 0  | 0       | 0    | 38    |
| 2022  | Региональная формула Азии   | 3Y Technology-R-ace GP | 6      | 0      | 0     | 0  | 0       | 0    | 29    |
| 2022  | Региональная формула Европы | R-ace GP               | 3      | 0      | 0     | 0  | 0       | 0    | 39    |
| 2023  | Формула-4 ОАЭ               | R2Race Cavicel         | 15     | 0      | 0     | 0  | 0       | 0    | 33    |
| 2023  | Академия F1                 | ART Grand Prix         | 21     | 2      | 2     | 0  | 13      | 222  | 2     |
| Сезон | Серия                       | Команда                | Старты | Победы | Поулы | БК | Подиумы | Очки | Место |

 ·  Сезон продолжается.
| Легенда к таблице |                                                                    |
| --- | ------------------------------------------------------------------ |
| В таблице перечислены результаты всех гонок, в которых принимал участие гонщик. Строками таблицы являются сезоны, столбцами — этапы соревнований. В каждой клетке указаны сокращённое название этапа и результат, дополнительно обозначенный цветом. Расшифровка обозначений и цветов представлена в нижеследующей таблице. |                                                                    |
| \| Пример \| Описание \| \| ------------ \| ------------------------------------------------------------------ \| \| 1 \| Победитель \| \| 2 \| Второе место \| \| 3 \| Третье место \| \| 5 \| Финишировал, заработав очки \| \| Сход \| Не финишировал, но при этом заработал очки \| \| 12 \| Финишировал, не получив очков \| \| НКЛ \| Финишировал, но не попал в финальную классификацию \| \| 15 \| Участвовал вне зачёта, либо по отдельной классификации \| \| 18 \| Не финишировал, но попал в финальную классификацию \| \| Сход \| Не финишировал \| \| НКВ \| Не прошёл квалификацию \| \| НПКВ \| Не прошёл предквалификацию \| \| ДСК \| Дисквалифицирован \| \| ИСК \| Исключён из протокола соревнований \| \| ТТ \| Заявлен для участия только в тренировках \| \| НС \| Участвовал в квалификации, но не стартовал в гонке \| \| Т \| Травмирован или болен \| \| ОТК \| Отказ от участия \| \| НТР \| Прибыл на соревнования, но на трассу не выезжал \| \| НПР \| Был заявлен в числе участников, но не прибыл к началу соревнований \| \| О \| Соревнования отменены \| \| \| Не участвовал \| \| Поул-позиция \| \| \| Быстрый круг \| \| |                                                                    |
| Пример | Описание                                                           |
| 1 | Победитель                                                         |
| 2 | Второе место                                                       |
| 3 | Третье место                                                       |
| 5 | Финишировал, заработав очки                                        |
| Сход | Не финишировал, но при этом заработал очки                         |
| 12 | Финишировал, не получив очков                                      |
| НКЛ | Финишировал, но не попал в финальную классификацию                 |
| 15 | Участвовал вне зачёта, либо по отдельной классификации             |
| 18 | Не финишировал, но попал в финальную классификацию                 |
| Сход | Не финишировал                                                     |
| НКВ | Не прошёл квалификацию                                             |
| НПКВ | Не прошёл предквалификацию                                         |
| ДСК | Дисквалифицирован                                                  |
| ИСК | Исключён из протокола соревнований                                 |
| ТТ | Заявлен для участия только в тренировках                           |
| НС | Участвовал в квалификации, но не стартовал в гонке                 |
| Т | Травмирован или болен                                              |
| ОТК | Отказ от участия                                                   |
| НТР | Прибыл на соревнования, но на трассу не выезжал                    |
| НПР | Был заявлен в числе участников, но не прибыл к началу соревнований |
| О | Соревнования отменены                                              |
| | Не участвовал                                                      |
| Поул-позиция |                                                                    |
| Быстрый круг |                                                                    |

### Результаты выступлений в Формуле-4

#### Испанская Формула-4
| Год        | Команда | Шасси          | Двигатель          | 1     | 1    | 1    | 2       | 2     | 2     | 3       | 3    | 3     | 4     | 4     | 4     | 5       | 5     | 5    | 6     | 6     | 6       | 7     | 7    | 7     | Место | Очки |
| 2020       | Drivex  | Tatuus F4-T014 | Abarth 1.4L FTJ I4 | НАВ   | НАВ  | НАВ  | ЛЕК     | ЛЕК   | ЛЕК   | ХЕР     | ХЕР  | ХЕР   | ТОР   | ТОР   | ТОР   | АРА     | АРА   | АРА  | ХАР   | ХАР   | ХАР     | КАТ   | КАТ  | КАТ   | 15    | 23   |
| ---------- | ------- | -------------- | ------------------ | ----- | ---- | ---- | ------- | ----- | ----- | ------- | ---- | ----- | ----- | ----- | ----- | ------- | ----- | ---- | ----- | ----- | ------- | ----- | ---- | ----- | ----- | ---- |
| 2020       | Drivex  | Tatuus F4-T014 | Abarth 1.4L FTJ I4 | Г1 12 | Г2 8 | Г3 8 | Г1 Сход | Г2 14 | Г3 17 | Г1 Сход | Г2 9 | Г3 14 | Г1 18 | Г2 15 | Г3 16 | Г1 Сход | Г2 15 | Г3 5 | Г1 16 | Г2 НС | Г3 Сход | Г1 10 | Г2 5 | Г3 12 | 15    | 23   |
| Источники: |         |                |                    |       |      |      |         |       |       |         |      |       |       |       |       |         |       |      |       |       |         |       |      |       |       |      |

### Результаты выступлений в Формуле-3

#### Региональная формула Европы
| Год        | Команда  | Шасси                | Двигатель       | 1       | 1       | 2      | 2      | 3     | 3      | 4     | 4     | 5     | 5     | 6     | 6     | 7       | 7     | 8     | 8     | 9     | 9     | 10    | 10    | Место | Очки |
| 2021       | R-ace GP | Tatuus FR-19         | Renault 1.8 L4T | ИМО     | ИМО     | БАР    | БАР    | МОН   | МОН    | ЛЕК   | ЛЕК   | ЗАН   | ЗАН   | СПА   | СПА   | ШПИ     | ШПИ   | ВАЛ   | ВАЛ   | МУД   | МУД   | МОН   | МОН   | 38    | 0    |
| ---------- | -------- | -------------------- | --------------- | ------- | ------- | ------ | ------ | ----- | ------ | ----- | ----- | ----- | ----- | ----- | ----- | ------- | ----- | ----- | ----- | ----- | ----- | ----- | ----- | ----- | ---- |
| 2021       | R-ace GP | Tatuus FR-19         | Renault 1.8 L4T | Г1 НУ   | Г2 НУ   | Г1 25  | Г2 27  | Г1 20 | Г2 НКВ | Г1 29 | Г2 30 | Г1 24 | Г2 30 | Г1 27 | Г2 27 | Г1 Сход | Г2 26 | Г1 30 | Г2 25 | Г1 29 | Г2 32 | Г1 30 | Г2 23 | 38    | 0    |
|            |          |                      |                 | 1       | 1       | 2      | 2      | 3     | 3      | 4     | 4     | 5     | 5     | 6     | 6     | 7       | 7     | 8     | 8     | 9     | 9     | 10    | 10    |       |      |
| 2022       | R-ace GP | Formula Alpine T-318 | Renault 1.8 L4T | МОН     | МОН     | ИМО    | ИМО    | МОН   | МОН    | ЛЕК   | ЛЕК   | ЗАН   | ЗАН   | ХУН   | ХУН   | СПА     | СПА   | ШПИ   | ШПИ   | БАР   | БАР   | МУД   | МУД   | 39    | 0    |
| 2022       | R-ace GP | Formula Alpine T-318 | Renault 1.8 L4T | Г1 Сход | Г2 Сход | Г1 ОТК | Г2 ОТК | Г1 26 | Г2 НКВ | Г1 НУ | Г2 НУ | Г1 НУ | Г2 НУ | Г1 НУ | Г2 НУ | Г1 НУ   | Г2 НУ | Г1 НУ | Г2 НУ | Г1 НУ | Г2 НУ | Г1 НУ | Г2 НУ | 39    | 0    |
| Источники: |          |                      |                 |         |         |        |        |       |        |       |       |       |       |       |       |         |       |       |       |       |       |       |       |       |      |

#### Региональная формула Азии
| Г1 НУ      | Г2 НУ | Г3 НУ | Г1 НУ | Г2 НУ | Г3 НУ | Г1 НУ | Г2 НУ | Г3 НУ | Г1 26 | Г2 18 | Г3 15 | Г1 15 | Г2 12 | Г3 Сход |
| Источники: |       |       |       |       |       |       |       |       |       |       |       |       |       |         |

### Результаты выступлений в Академии F1
| Год        | Команда        | Шасси          | Двигатель                      | 1       | 1    | 1    | 2    | 2    | 2    | 3       | 3    | 3    | 4    | 4    | 4    | 5    | 5    | 5     | 6    | 6    | 6    | 7    | 7    | 7    | Место | Очки |
| 2023       | ART Grand Prix | Tatuus F4-T421 | Autotecnica Motori 1.4 FT-J 4T | ШПИ     | ШПИ  | ШПИ  | ВАЛ  | ВАЛ  | ВАЛ  | БАР     | БАР  | БАР  | ЗАН  | ЗАН  | ЗАН  | МОН  | МОН  | МОН   | ЛЕК  | ЛЕК  | ЛЕК  | АМЕ  | АМЕ  | АМЕ  | 2     | 222  |
| ---------- | -------------- | -------------- | ------------------------------ | ------- | ---- | ---- | ---- | ---- | ---- | ------- | ---- | ---- | ---- | ---- | ---- | ---- | ---- | ----- | ---- | ---- | ---- | ---- | ---- | ---- | ----- | ---- |
| 2023       | ART Grand Prix | Tatuus F4-T421 | Autotecnica Motori 1.4 FT-J 4T | Г1 Сход | Г2 2 | Г3 6 | Г1 3 | Г2 2 | Г3 4 | Г1 Сход | Г2 4 | Г3 1 | Г1 2 | Г2 3 | Г3 3 | Г1 2 | Г2 1 | Г3 10 | Г1 4 | Г2 2 | Г3 2 | Г1 3 | Г2 2 | Г3 4 | 2     | 222  |
| Источники: |                |                |                                |         |      |      |      |      |      |         |      |      |      |      |      |      |      |       |      |      |      |      |      |      |       |      |

### Комментарии
1. ↑  Установила 1 быстрый круг который не засчитан. В первой гонки Валенсии установила самое быстрое время на круге (1:42,366). Но так как сошла с дистанции, её время не учитывалось в итоговом протоколе. Официально быстрый круг засчитан за голландкой Эмили де Хейс (1:42,410).
2. ↑  Установила самое быстрое время на круге (1:42,366). Но так как сошла с дистанции, её время не учитывалось в итоговом протоколе. Официально быстрый круг засчитан за голландкой Эмили де Хейс (1:42,410).
3. ↑  В гонке пройдено более 50% дистанции, но менее 75%, поэтому начислено 75% очков.